# Aero the Acro-Bat 2
Aero the Acro-bat 2 és un videojoc llançat per Sunsoft per a Super Nintendo i Sega Mega Drive en 1994. El joc és la continuació d'Aero the Acro-Bat. Es va planejar llançar una versió del joc en l'any 2003 per a Game Boy Advance, però aquest llançament fou cancel·lat.

## Descripció
El joc inclou menys actes que el joc anterior i els nivells són dissenyats de forma similar, amb moltes àrees secretes i nous moviments. Les gràfiques són ben detallades i els enemics apareixen sobtadament durant el desenvolupament de cada nivell, els quals varien en cada etapa. La dificultat s'incrementa notablement d'un nivell o etapa al següent. La música tendeix a ser repetitiva. L'últim nivell només inclou un acte de lluita contra Edgar Ektor, l'enemic d'Aero.

## Joc de màgia
En els actes de cada nivell s'amaguen les lletres que formen la paraula Aero. Si el jugador ho aconsegueix, es juga al joc màgic dels gots i s'ha d'endevinar en quin got s'amaga l'estàtua d'Aero.